# Урюкбаш
Урюкбаш (баш. Үрекбаш) — упраздненный хутор в составе Иткуловского сельского совета Ишимбайского района БАССР (на территории современной Республики Башкортостан). Ныне урочище, посещается туристами.
Находилась в истоке (баш. баш) реки Урюк (баш. Үрек), вблизи впадения реки Камбряк.
В справочниках «Список населённых пунктов Башреспублики» (Уфа, 1926), административно-территориального деления БАССР (Уфа, 1953) сведений о хуторе нет.
В справочнике на 1 января 1969 года хутор указан в 35 км от деревни Верхнеиткулово.

## Географическое положение
Расстояние до (на 1 января 1969 года):
- районного центра города Ишимбай: 55 км.
- центра сельсовета д. Верхнеиткулово: 35 км
- ближайшей ж/д. станции Ишимбаево: 55 км

## Население
На 1 января 1969 года проживали 72 человека. Преимущественно башкиры, по данным справочников административно-территориального деления БАССР на 1969 год, 1972 и 1981 годы.